# Помірки (ботанічна пам'ятка)
Помі́рки — ботанічна пам'ятка природи місцевого значення в Україні. Об'єкт природно-заповідного фонду Харківської області. 
Розташована в місті Харків, на схід від північної частини проспекту Перемоги, в лісовому урочищі лісопаркового господарства. 
Площа 120,4 га. Статус надано згідно з рішенням облвиконкому від 3 грудня 1984 року № 562. Перебуває у віданні СКП «Харківзеленбуд». 
Пам'ятка природи являє собою ділянку лісу з насадженнями дуба (природного походження, віком близько 100 років). Зростають типові представники лісової флори: клен, береза, хвойні породи, ліщина, бересклет та ранньоквітучі рослини. 
Разом із пам'яткою природи місцевого значення «Сокольники-Помірки» входить до «Лісопарку».

## Галерея

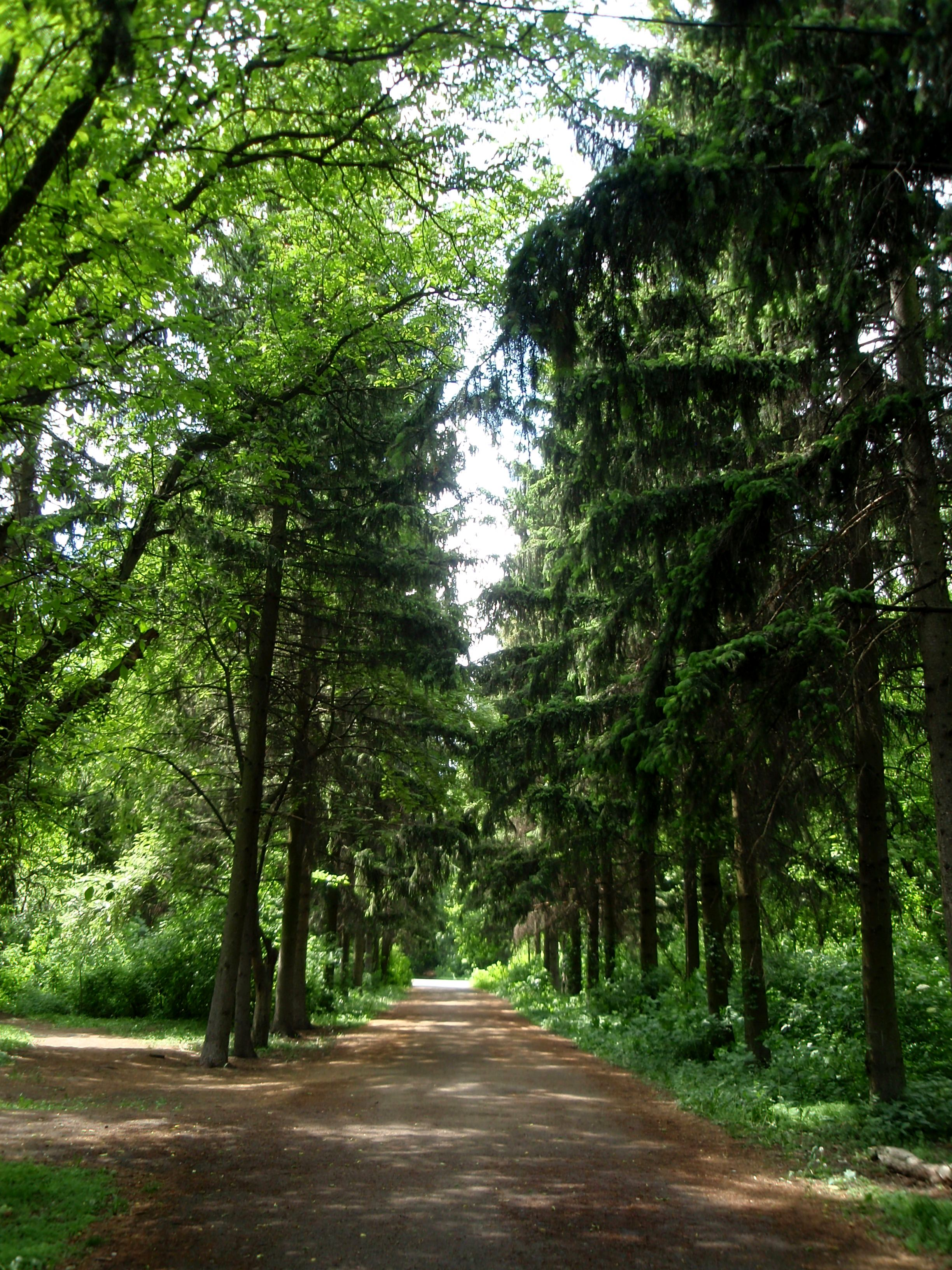
Алея в Помірках
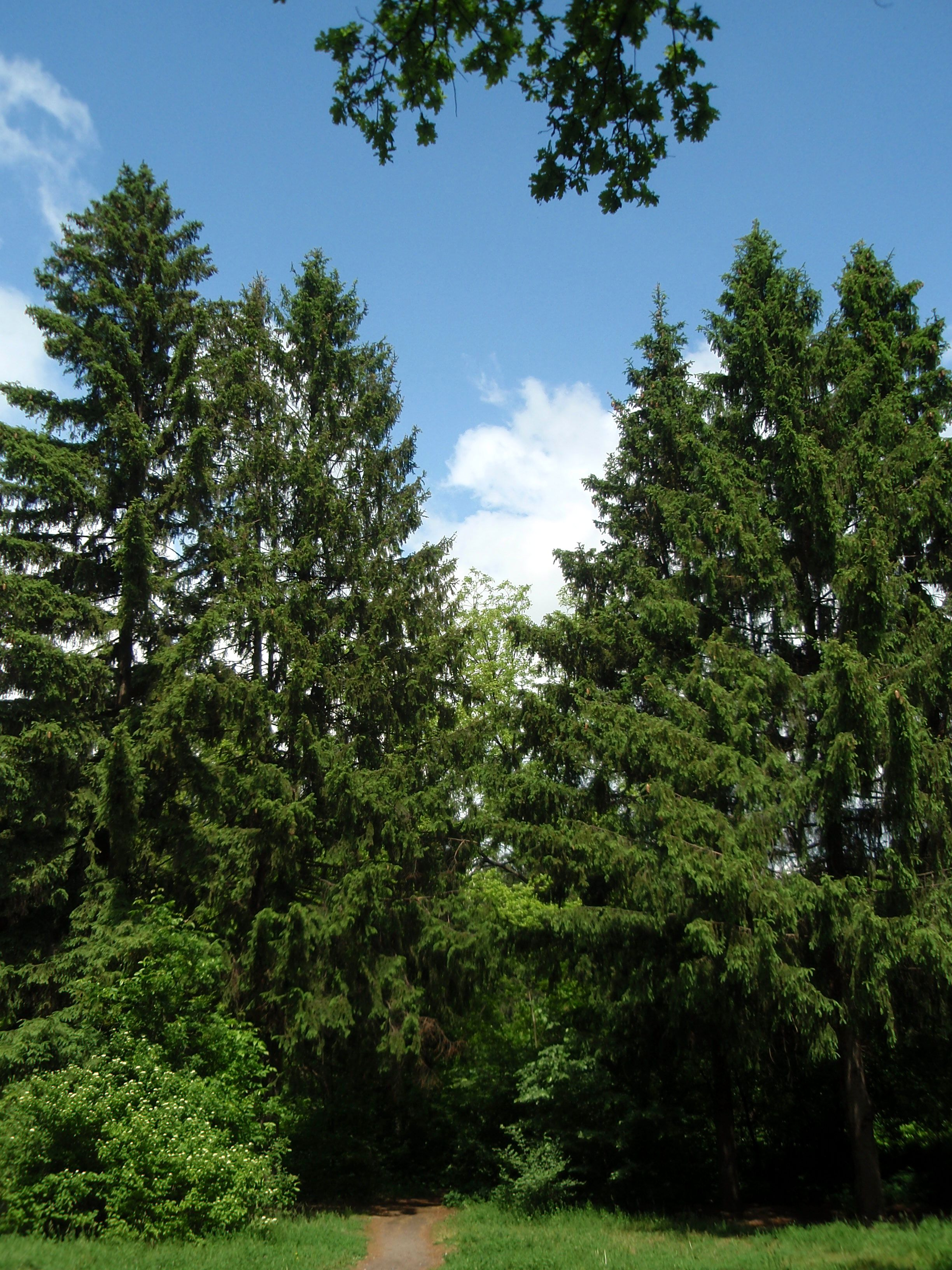
Ялинки
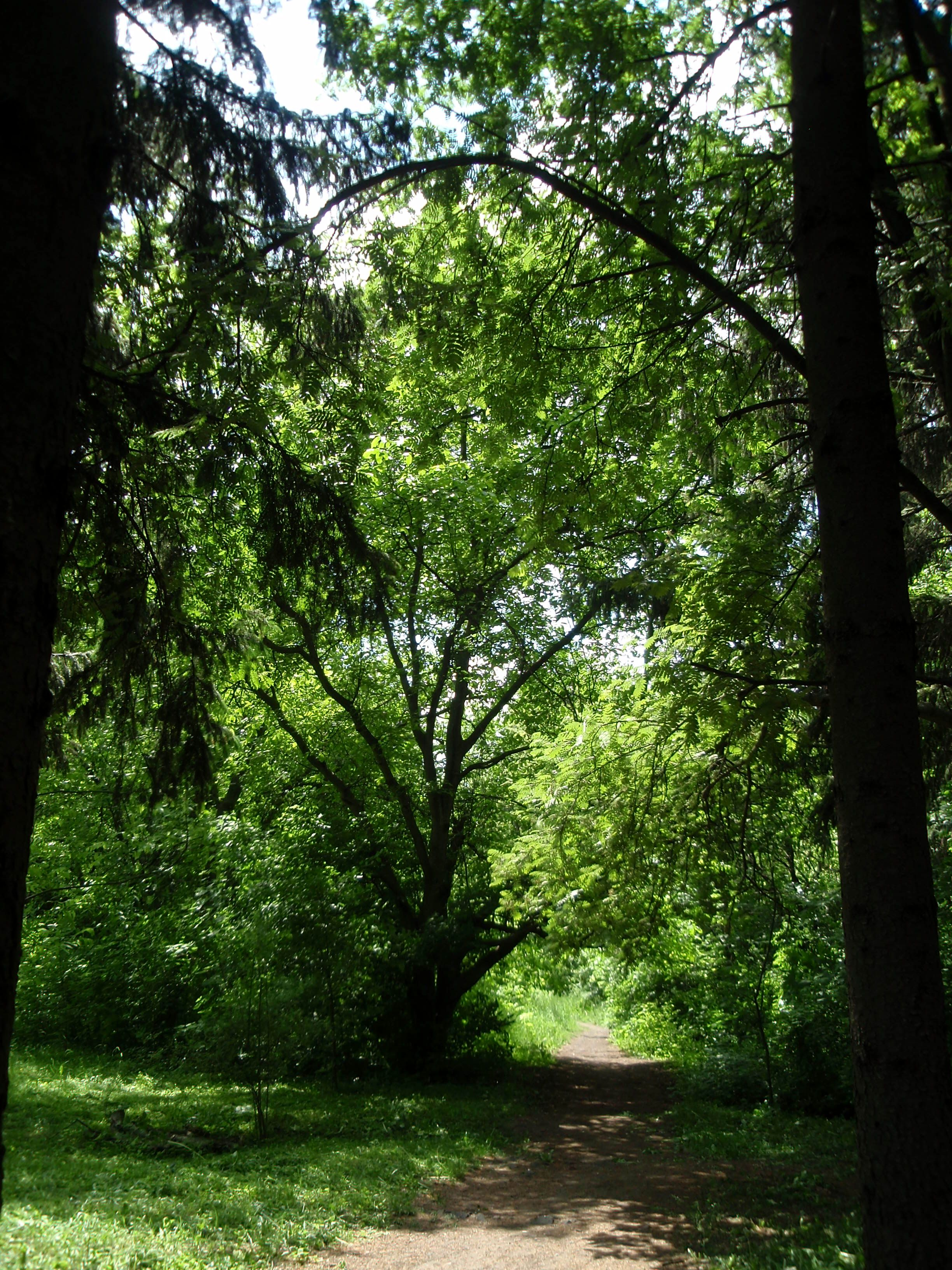
Стежка
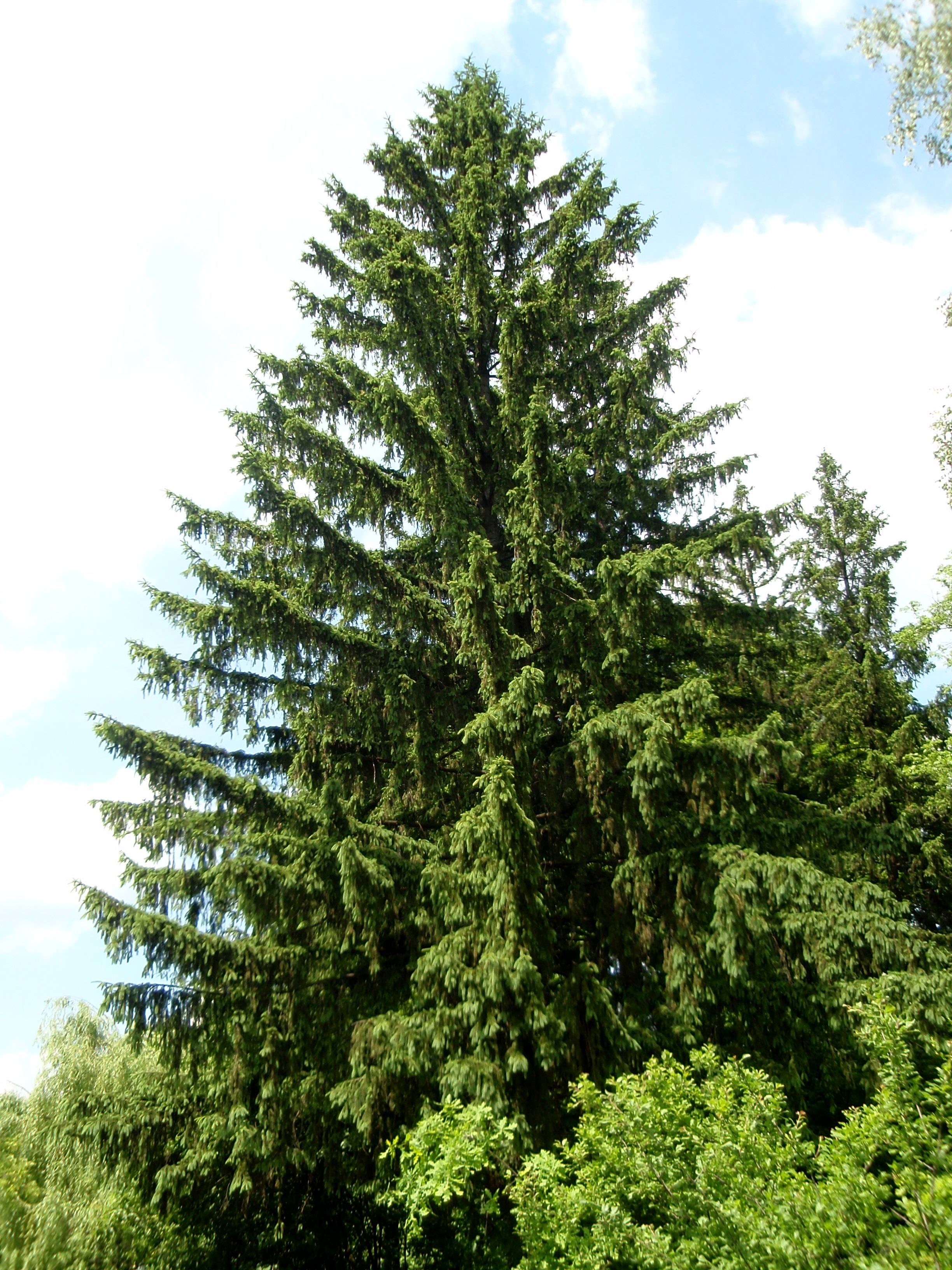
Ялинка

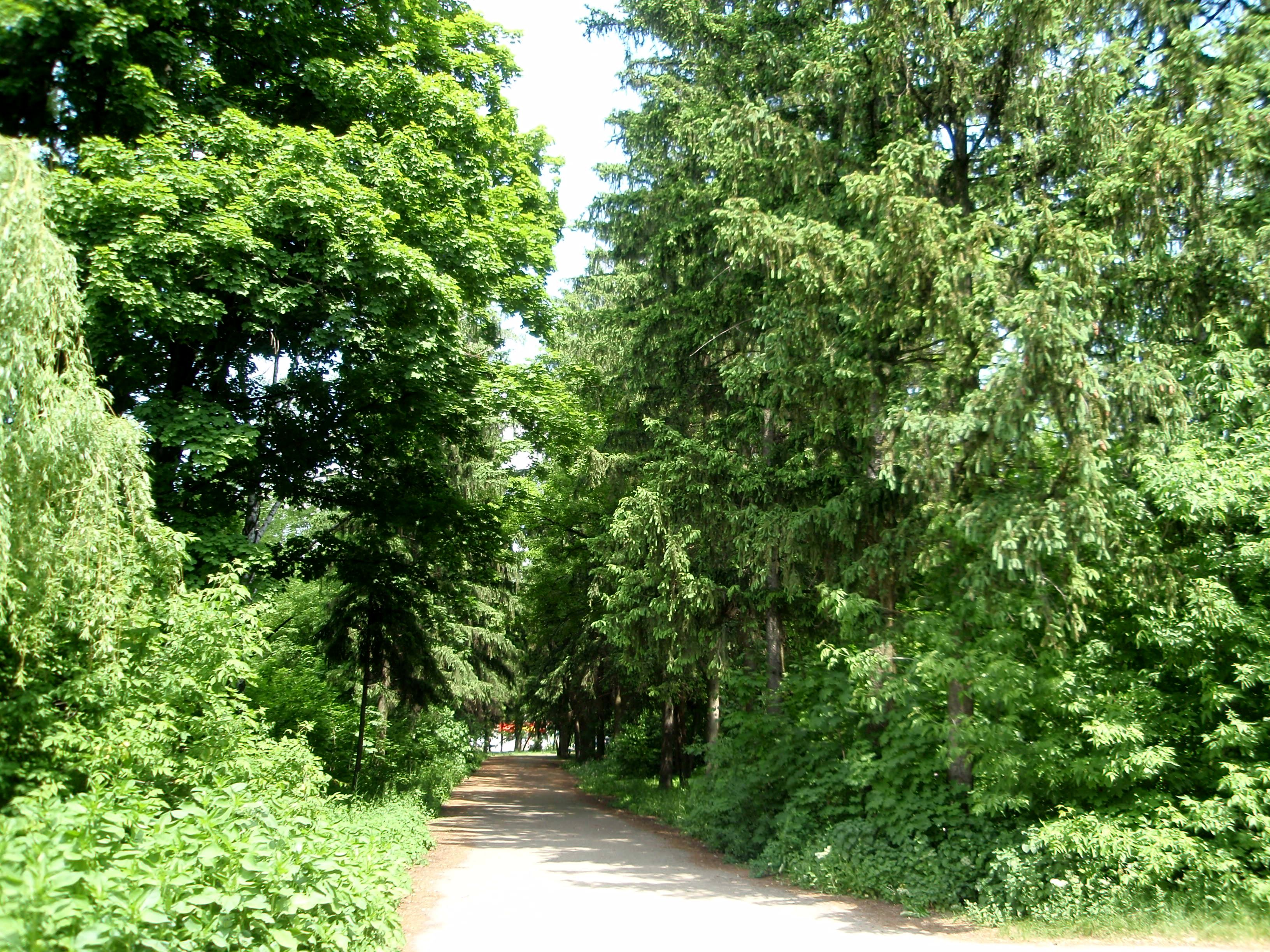
Алея
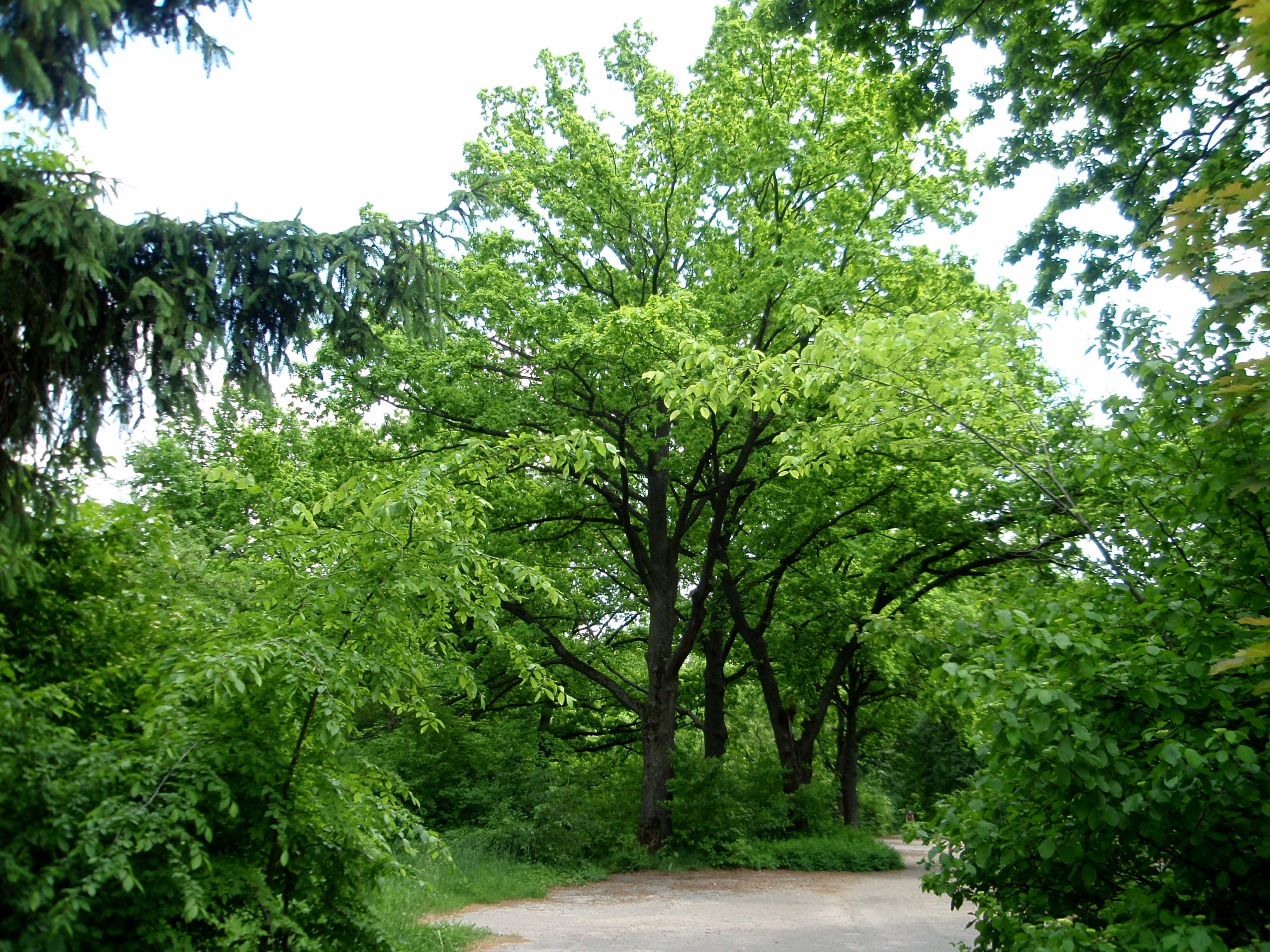
Дуб
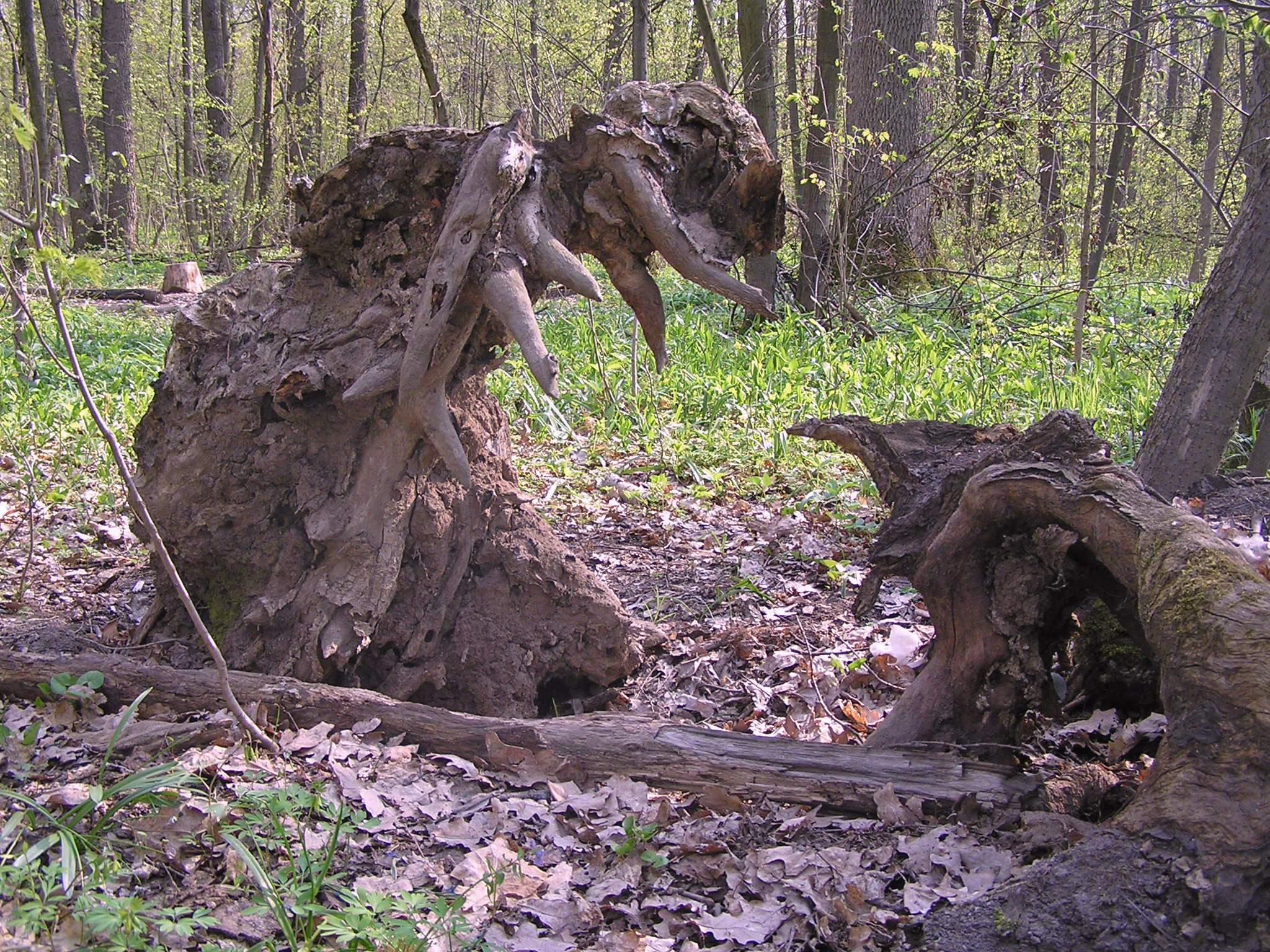
Коряги